# 분청사기 상감운룡문 항아리
분청사기 상감운룡문 항아리(粉靑沙器 象嵌雲龍文 立壺)는 상감기법을 써서 용무늬를 새긴 조선시대 분청사기 항아리이다.
키가 크고 입 부분이 벌어져 말렸으며, 짧은 목에 어깨에서 급히 벌어졌다 완만하게 곡선을 이루며 좁아지는 육중한 몸체의 항아리이다. 문양은 몸체 전면을 5부분으로 구획하여 어깨와 몸체윗부분과 아래부분 세 곳에는 좁은 당초문대를 백상감으로 나누었고, 어깨 부분에는 큼직한 여의두문대와 그 안쪽은 물결 속의 연꽃을, 바깥쪽은 소형의 국화문을 꽉 차게 인화로 나타내었다. 몸통 부분에는 구름 속에서 여의주를 집어 삼키려는 약동하는 용문을 대칭으로 활달하게 나타내었으며, 저부에는 꽃장식을 한 화려한 연판문대를 돌려 흑백상감으로 나타내었다. 이러한 확대된 여의두문대나, 화려한 연판문대는 14세기 원대 청화백자에서 나타나는 것으로 상감기법으로 나타낸 특징을 보여주고 있어 주목되는 문양이다.

## 참고 자료
- 분청사기 상감운룡문 항아리 - 국가유산청 국가유산포털

 본 문서에는 서울특별시에서 지식공유 프로젝트를 통해 퍼블릭 도메인으로 공개한 저작물을 기초로 작성된 내용이 포함되어 있습니다.